# Laguna Socompa
Laguna Socompa är en sjö i Argentina.   Den ligger i provinsen Salta, i den norra delen av landet, 1 500 km nordväst om huvudstaden Buenos Aires. Laguna Socompa ligger 3 593 meter över havet.
Trakten runt Laguna Socompa är ofruktbar med lite eller ingen växtlighet. Trakten runt Laguna Socompa är nära nog obefolkad, med mindre än två invånare per kvadratkilometer.